# Rorippa divaricata
Rorippa divaricata är en korsblommig växtart som först beskrevs av Joseph Dalton Hooker, och fick sitt nu gällande namn av Garn.-jones och Bengt Edvard Jonsell. Rorippa divaricata ingår i släktet fränen, och familjen korsblommiga växter. Inga underarter finns listade i Catalogue of Life.